# Tydd St Giles
Tydd St Giles – wieś w Anglii, w hrabstwie Cambridgeshire, w dystrykcie Fenland. Leży 59 km na północ od miasta Cambridge i 137 km na północ od Londynu.